# Potoczek (Czułów)
Potoczek – część wsi Czułów w Polsce, położona w województwie małopolskim, w powiecie krakowskim, w gminie Liszki.
W latach 1975–1998 Potoczek administracyjnie należał do województwa krakowskiego.
Potoczek stanowi centralno-północną część wsi.